# Shenwan Hongyuan Group
Shenwan Hongyuan Group — китайская финансовая компания, одна из крупнейших брокерских компаний КНР. В списке крупнейших компаний мира Forbes Global 2000 за 2021 год заняла 1010-е место (1887-е по размеру выручки, 598-е по чистой прибыли, 490-е по активам). Штаб-квартира расположена в городе Урумчи, административном центре Синьцзян-Уйгурского автономного района.

## История
Компания образовалась в сентябре 1996 года путём слияния двух шанхайских фирм, Shanghai Shenyin Securities и Shanghai Wanguo Securities, и носила название Shenyin & Wanguo Securities. В сентябре 2005 года государственная компания Central Huijin инвестировала в Shenyin & Wanguo Securities 2,5 млрд юаней в обмен на пакет акций, в 2012 году увеличив свою долю до контрольного пакета (55 %). В 2014 году была поглощена компания Hong Yuan Securities, в связи с чем название было изменено на Shenwan Hongyuan Group («Шэньвань Хунъюань Груп»), штаб-квартира была перенесена из Шанхая в Урумчи. Hong Yuan Securities была основана в 1993 году и с 1994 года её акции котировались на Шэньчжэньской фондовой бирже. В апреле 2019 года Х-акции компании были размещены на Гонконгской фондовой бирже.

## Акционеры
Крупнейшим акционером является государственная инвестиционная компания Central Huijin Investment, ей принадлежит 20,05 % напрямую и ещё более 30 % через дочерние и контролируемые компании.

## Деятельность
Сеть компании на 2020 год насчитывала 309 отделений, из них 61 было в Шанхае, 42 — в Синьцзян-Уйгурском автономном районе, 31 — в провинции Цзянсу, 30 — в провинции Чжэцзян, 22 — в провинции Гуандун.
Выручка за 2020 год составила 39,2 млрд юаней, из них 10,1 млрд пришлось на комиссионные доходы, 11,9 млрд — на процентный доход, 6,6 млрд — на инвестиционный доход.
Подразделения по состоянию на 2020 год:
- Корпоративные финансы — обеспечение финансирования компаний путём размещения их акций и облигаций на фондовых биржах, консультации по вопросам слияний и поглощений; выручка 3 млрд юаней.
- Частные финансы — брокерские услуги для частных и непрофессиональных институциональных клиентов; выручка 12,9 млрд юаней.
- Торговые услуги — брокерские услуги для институциональных клиентов (торговля акциями, деривативами, облигациями, фьючерсами), анализ рынков, депозитарные услуги; выручка 20,9 млрд юаней.
- Инвестиционный менеджмент — управление активами публичных и частных фондов; выручка 2,4 млрд юаней.

## Дочерние компании
Основные дочерние компании по состоянию на 2020 год:
- Shenwan Hongyuan Securities Co., Ltd. (Шанхай, основана в 2015 году)
- Shenwan Hongyuan Industrial Investment Management Co., Ltd. (Урумчи, основана в 2015 году)
- Hongyuan Huifu Capital Co., Ltd. (Пекин, основана в 2010 году)
- Hongyuan Huizhi Investment Co., Ltd. (Пекин, основана в 2012 году)
- Hongyuan Futures Co., Ltd. (Пекин, основана в 1995 году)
- Shenwan Hongyuan Investment Co., Ltd. (Урумчи, основана в 2015 году)
- Shenwan Hongyuan Securities (Western) Co., Ltd. (Урумчи, основана в 2015 году)
- Shenwan Hongyuan Financing Services Co., Ltd. (Урумчи, основана в 2015 году)
- Shenwan Hongyuan (International) Holdings Limited (Гонконг, основана в 1992 году)
- Shenwan Futures Co., Ltd. (Шанхай, основана в 1993 году)
- Shenyin & Wanguo Alternative Investment Co., Ltd. (Шэньчжэнь, основана в 2013 году)
- Shenyin & Wanguo Investment Co., Ltd. (Шанхай, основана в 2009 году)
- SWS MU Fund Management Co., Ltd. (Шанхай, основана в 2004 году, 67 %)
- SWS Research Co., Ltd. (Шанхай, основана в 1992 году, 90 %)